# Georgi Kitow

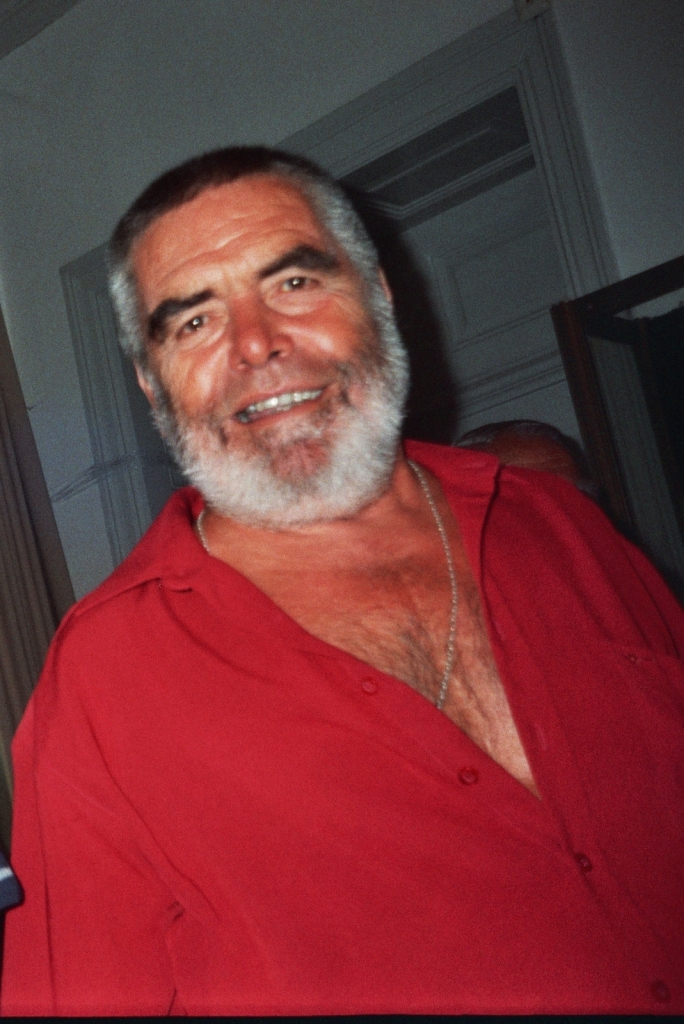
Georgi Kitow

Georgi Kitow (bulgarisch Георги Китов; * 1. März 1943 in Dupniza, Bulgarien; † 14. September 2008 in Starosel bei Panagjurischte, Bulgarien) war ein bulgarischer Archäologe und Thrakologe.
Georgi Kitow wurde mit seinen Forschungen zu den Thraker international bekannt. Er entdeckte im Jahr 2000 bei Panagjurischte am Oberlauf der Mariza, nördlich von Pasardschik im Sredna-Gora-Gebirge, einen Tempel und eine Grabstätte aus der Zeit des thrakischen Herrschers Sitalkes I. (5. Jahrhundert v. Chr.). Bei einer weiteren Ausgrabung im Tal der thrakischen Könige wurden mehrere archäologische Artefakte aus Gold und Bronze entdeckt. Das gefundene Grab gehörte dem thrakischen Königs Seuthes III. Das Grabmal liegt im Umkreis von Schipka, in der Nähe von Kasanlak und wurde von Kitow „Goljama Kosmatka“ benannt. Im Jahr 2000 entdeckte er das Thrakergrab von Alexandrowo bei Chaskowo. Das Grab enthält einzigartige Inschriften aus dem 4. Jahrhundert v. Chr. Nahe Sliwen wurde die goldene Maske eines weiteren Königs entdeckt.
In Fachkreisen war Kitow umstritten. So setzte er bei Ausgrabungen häufig auf Bagger statt auf Spaten und Pinsel, um ein größeres Tempo zu erreichen und Schatzräubern zuvorzukommen. 2001 wurde er als Leiter der thrakischen Abteilung des Nationalen Archäologischen Instituts mit Museum in Sofia entlassen und ihm für ein Jahr die Grabungslizenz entzogen. Am Abend des 14. September 2008 verstarb er am archäologischen Fundplatz von Starosel an einem Herzinfarkt.

## Schriften (Auswahl)
Georgi Kitow hat mehr als 200 wissenschaftliche Arbeiten, Artikel und Studien über die Geschichte, Kultur und Religion der Thraker verfasst.
- The Valley of the Thracian Rulers, 2., erweiterte Auflage. Slavena, Varna 2005. ISBN 954-579477-1